# Anabisetia
Az Anabisetia az ornithopoda dinoszauruszok egyik neme, amely a késő kréta korban élt a dél-amerikai Patagónia területén. Kisméretű, majdnem 2 méter hosszú két lábon járó növényevő volt.
Az Anabisetiát két argentin őslénykutató, Rodolfo Coria és Jorge Orlando Calvo nevezte el 2002-ben. A nem neve a fosszília lelőhelyeként szolgáló Neuquén tartomány jelentős archeológusára, Ana Bisetre utal. Egyetlen ismert faja az A. saldiviai, melyet a fosszíliát 1993-ban felfedező helyi farmer, Roberto Saldivia tiszteletére neveztek el.

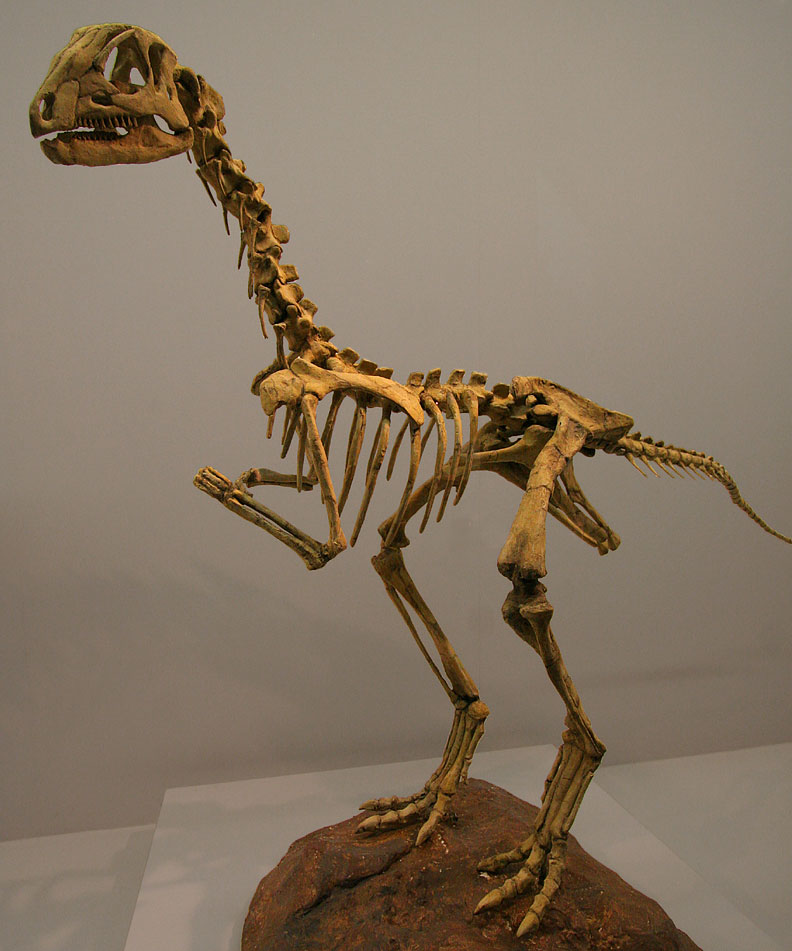
Az Anabisetia rekonstruált csontváza

Négy példány vált ismertté, melyeket az eredeti, 2002-es leírás felsorol. A holotípus a legteljesebb példány a négy közül. A részét képezi egy töredékes koponya, amihez az agykoponya egy darabja és az alsó állcsont két fele tartozik, egy teljes mellső láb a válltól a kézig, egy teljes hátsó láb és lábfej, valamint több csigolya a gerincoszlop minden területéről.
A további három példány kevésbé teljes, de tartalmaznak a holotípusnál hiányzó részeket, például több csigolyát, egy teljes csípőt és egy majdnem hiánytalan, széttagolt farkat. Mind a négy példányt egybevéve a csontváz, a koponyát leszámítva többé-kevésbé teljes. Ezek a példányok az argentínai Plaza Huinculban levő Museo Carmen Funes gyűjteményében találhatók.
Mind a négy példányt a Neuquén tartománybeli Plaza Huincultól délre, egy Cerro Bayo Mesa nevű területen fedezték fel. Ez a lelőhely a Neuquén-csoport Rio Limay alcsoportjának részét képező Cerro Lisandro-formációban található. A formáció üledékei egy késő cenoman–kora turon alkorszak idején, körülbelül 95–92 millió évvel ezelőtt létezett mocsárból származnak.
Az elképzelés szerint ez a dinoszaurusz közeli rokonságban állt egy másik patagóniai ornithopodával, a Gasparinisaurával, bár a koponya darabjainak hiánya megnehezíti a taxon pontos elhelyezését. Az eredeti leírás elkészültekor a Gasparinisaurát és az Anabisetiát a Tenontosaurusnál fejlettebb bazális iguanodontiáknak vélték. Egy Coria és szerzőtársai által elvégzett újabb keletű kladisztikus elemzés azonban az jelzi, hogy a Gasparinisaura valójában az Iguanodontia csoporton kívül, a Thescelosaurushoz és a Parksosaurushoz hasonló észak-amerikai ornithopodákhoz közel helyezkedik el. Az Anabisetia valószínűleg hasonló pozíciót foglal el.

## Fordítás
- Ez a szócikk részben vagy egészben az Anabisetia című angol Wikipédia-szócikk ezen változatának fordításán alapul.  Az eredeti cikk szerkesztőit annak laptörténete sorolja fel. Ez a jelzés csupán a megfogalmazás eredetét és a szerzői jogokat jelzi, nem szolgál a cikkben szereplő információk forrásmegjelöléseként.